# Fregona
Fregona é uma comuna italiana da região do Vêneto, província de Treviso, com cerca de 2.927 habitantes. Estende-se por uma área de 42 km², tendo uma densidade populacional de 70 hab/km². Faz fronteira com Caneva (PN), Cappella Maggiore, Cordignano, Farra d'Alpago (BL), Sarmede, Tambre (BL), Vittorio Veneto.

## Demografia
| Variação demográfica do município entre 1861 e 2011                               |
|                                                                                   |
| Fonte: Istituto Nazionale di Statistica (ISTAT) - Elaboração gráfica da Wikipedia |